# Jacovce
Jacovce é um município da Eslováquia, situado no distrito de Topoľčany, na região de Nitra. Tem 10,01 km² de área e sua população em 2018 foi estimada em 1.751 habitantes.

## Demografia
| Ano:        | 1994 | 2004   | 2014   | 2024   |
| ----------- | ---- | ------ | ------ | ------ |
| Broj ljudi: | 1807 | 1795   | 1754   | 1770   |
| Razlika:    |      | -0,66% | -2,28% | +0,91% |

| Ano:               | 2023 | 2024   |
| ------------------ | ---- | ------ |
| Número de pessoas: | 1782 | 1770   |
| Diferença:         |      | -0,67% |